# Gersdorf (Gemeinde St. Veit an der Glan)
Gersdorf (ursprünglich Goriansdorf) ist eine Ortschaft in der Gemeinde St. Veit an der Glan im Bezirk Sankt Veit an der Glan in Kärnten, in Österreich. Die Ortschaft hat 24 Einwohner (Stand 1. Jänner 2024). Sie liegt auf dem Gebiet der Katastralgemeinde Tanzenberg.

## Lage

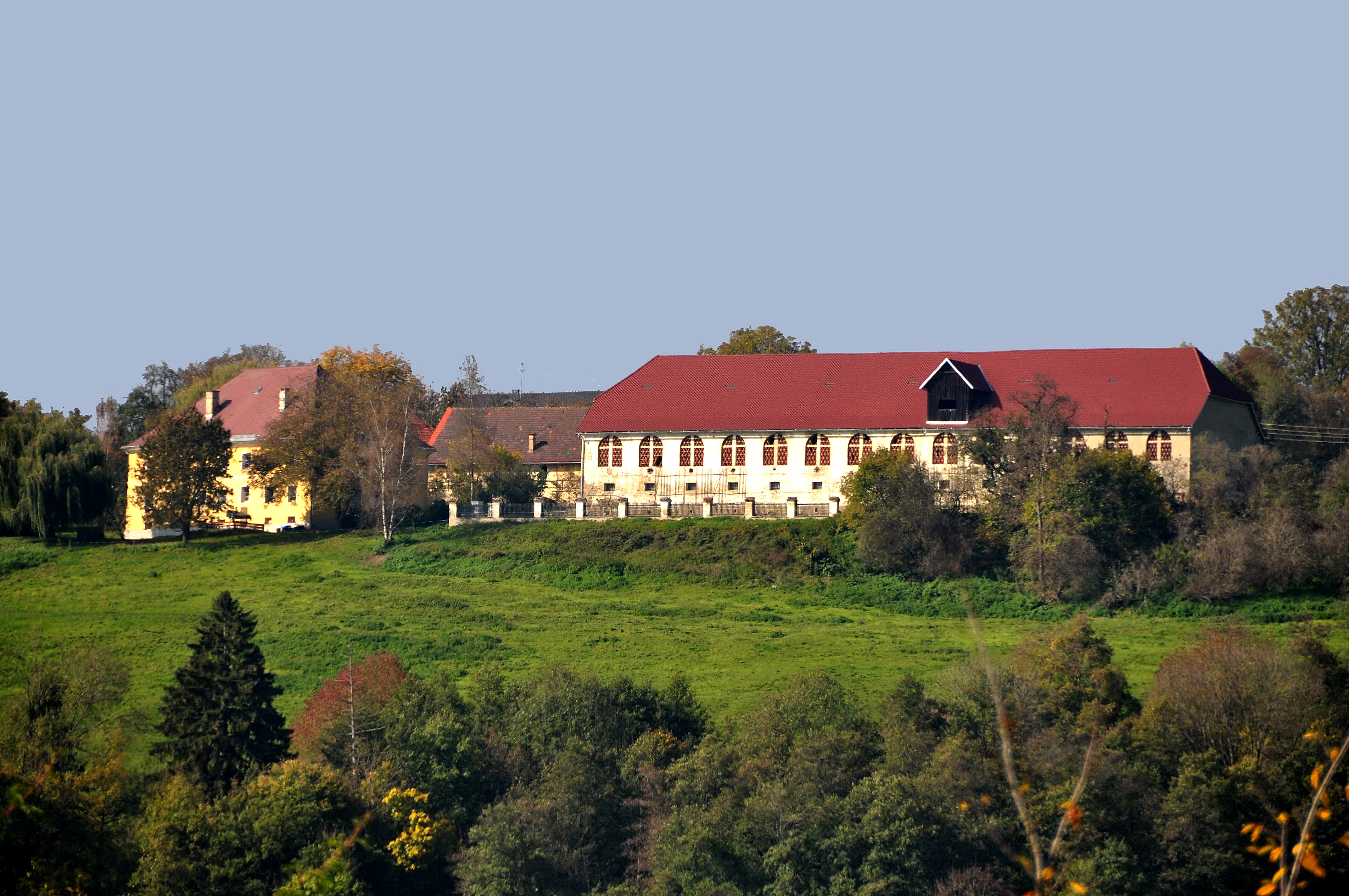
Gersdorf, von Süden

Die Ortschaft liegt im Süden des Bezirks Sankt Veit an der Glan, am Südosthang des Tanzenbergs, nordwestlich des Zollfelds, wenige hundert Meter südöstlich des Schlosses Tanzenberg.

## Geschichte
In der Steuergemeinde Tanzenberg liegend, gehörte der Ort in der ersten Hälfte des 19. Jahrhunderts zum Steuerbezirk Tanzenberg. Bei Bildung der Ortsgemeinden im Zuge der Reformen nach der Revolution 1848/49 kam Gersdorf an die Gemeinde Hörzendorf (die zunächst unter dem Namen Gemeinde Karlsberg geführt wurde), 1972 an die Gemeinde Sankt Veit an der Glan.

## Bevölkerungsentwicklung
Für die Ortschaft ermittelte man folgende Einwohnerzahlen:
- 1799: 8 Häuser[3]
- 1869: 5 Häuser, 44 Einwohner[4]
- 1880: 5 Häuser, 50 Einwohner[5]
- 1890: 5 Häuser, 46 Einwohner[6]
- 1900: 5 Häuser, 50 Einwohner[7]
- 1910: 5 Häuser, 14 Einwohner[8]
- 1923: 4 Häuser, 77 Einwohner[9]
- 1934: 44 Einwohner[10]
- 1961: 6 Häuser, 34 Einwohner[11]
- 2001: 7 Gebäude (davon 7 mit Hauptwohnsitz) mit 9 Wohnungen; 23 Einwohner und 2 Nebenwohnsitzfälle; 10 Haushalte; 2 Arbeitsstätten, 2 land- und forstwirtschaftliche Betriebe[12]
- 2011: 7 Gebäude, 25 Einwohner, 9 Haushalte, 2 Arbeitsstätten[13]
- 2021: 7 Gebäude, 24 Einwohner, 8 Haushalte, 4 Arbeitsstätten[14]

## Persönlichkeiten
Der Gersdorfer Gutsbesitzer Josef Holzer (vulgo Lampl) wurde 1878 als ein Abgeordneter für die Landgemeinden des Bezirks Sankt Veit an der Glan in den Kärntner Landtag gewählt.